# Giovana Queiroz
Giovana 'Gio' Queiroz Costa (São Paulo, 21 de juny de 2003) és una futbolista professional brasilera que juga de davantera per l'Arsenal de la lliga anglesa i a la selecció del Brasil. Té triple nacionalitat: brasilera, estatunidenca i espanyola, i la temporada 2022-23 es troba cedida a l'Everton.

## Trajectòria
Nascuda al Brasil, Gio va créixer als Estats Units, i el 2014 va anar a viure a Madrid amb la seva família. Formada a les categories inferiors de l'Atlético de Madrid, va debutar a la Primera Divisió Femenina d'Espanya amb 15 anys defensant la samarreta del Madrid CFF en un partit contra el FC Barcelona.
El 2020 va ser traspassada al FC Barcelona per reforçar la seva davantera, signant un contracte fins a la temporada 2023 a l'Estadi Johan Cruyff. L'estiu del 2021 va disputar els Jocs Olímpics, i la temporada 2021-2022 fou cedida al Llevant UE, equip que debutava en la Lliga de Campions. Va debutar en la primera eliminatòria prèvia contra el Celtic, i va eixir com a suplent en el minut 80 de la segona eliminatòria, contra el Rosenborg. Feu dos gols en un partit amb pròloga que finalitzà 4-3 per a les granotes.
El febrer de 2022, es va anunciar que Gio va guanyar el Samba d'Or de 2021, per una jugada en què va driblar 29 rivals. El guardó, que premia els millors jugadors brasilers jugant a Europa, es va donar per primer cop a una futbolista de futbol femení.
El setembre de 2022, va ser traspassada a l'Arsenal de la lliga anglesa per 40.000 €, però immediatament va ser cedida a l'Everton per a la mateixa temporada.